# Basilique San Domenico de Bologne
Pour les articles homonymes, voir Basilique San Domenico.
La basilique San Domenico est une basilique mineure et l'une des principales églises de Bologne, en Italie. Les restes de Saint Dominique, fondateur de l'ordre des Prêcheurs (Dominicains), sont enterrés à l'intérieur du sanctuaire Arca di San Domenico, réalisé par Nicola Pisano (et son atelier), Arnolfo di Cambio agrémenté par les ajouts ultérieurs de Niccolò dell'Arca et par le jeune Michel-Ange.

## Historique

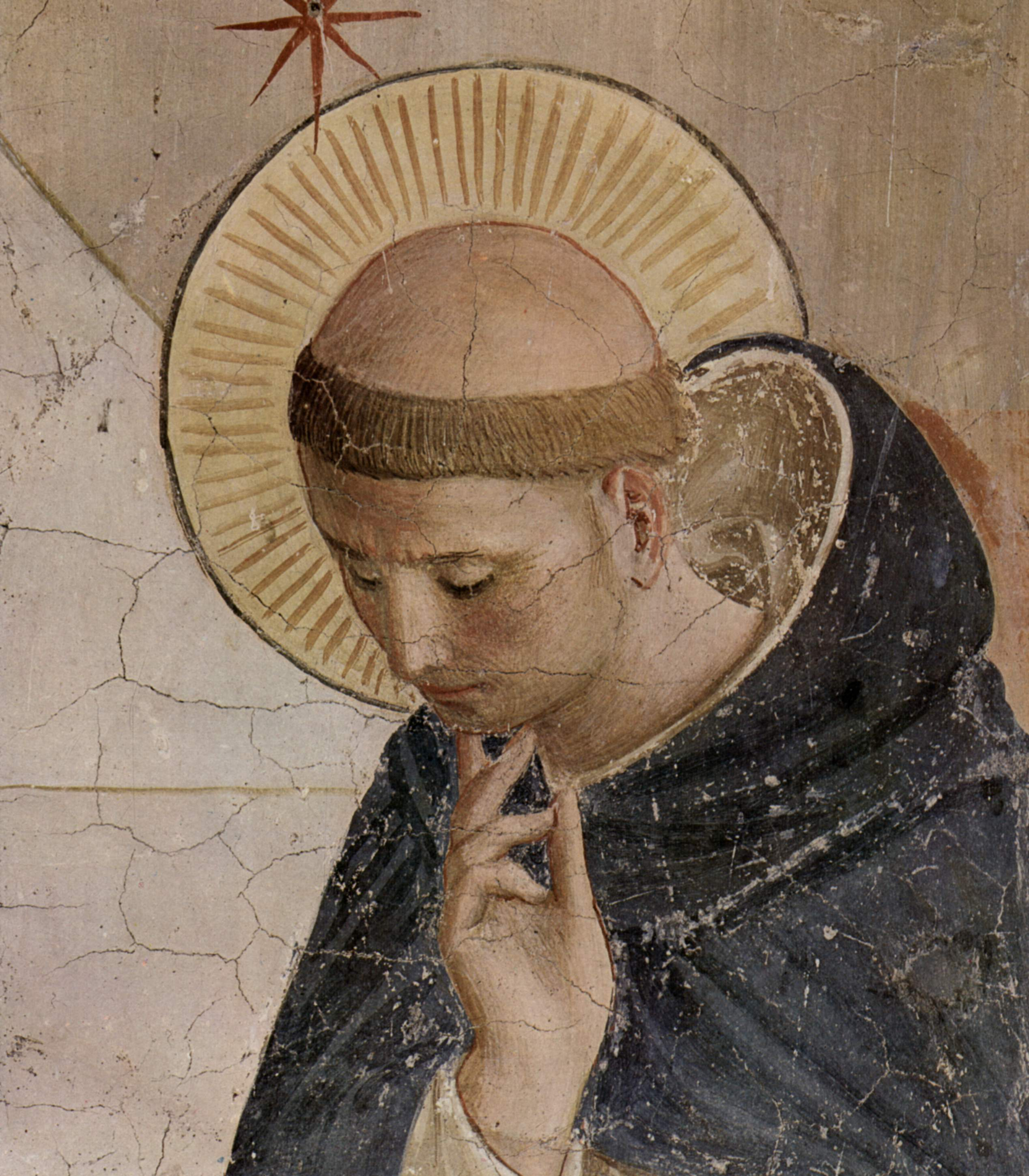
Saint Dominique.

Saint Dominique, en arrivant à Bologne, en janvier 1218, a été impressionné par la vitalité de la ville et a rapidement reconnu l'importance de cette ville universitaire pour sa mission évangélisatrice. Un couvent fut créé à la Mascarella (église de Saint Reginald d'Orléans). Comme ce couvent devint rapidement trop petit, la prédication des frères déménagea en 1219 à la petite église de San Nicolò du Vignoble, à l'époque située à la périphérie de Bologne. Saint Dominique s'installa  dans cette église et y tint les deux premiers conseils généraux de l'ordre (1220 et 1221). Saint Dominique mourut dans cette église, le 6 août 1221. Il a été enterré derrière l'autel de San Nicolò.
Entre 1219 et 1243, les dominicains ont acheté toutes les parcelles de terrain autour de l'église. Après la mort de saint Dominique, l'église San Nicolò a été élargie et entre 1228 et 1240 un nouveau complexe monastique a été construit. Le domaine de l'église a été démoli et la nef a été prolongée et agrandie dans la Basilique Saint-Dominique. Cette église est devenue le prototype de beaucoup d'autres églises dominicaines dans le monde entier.
La grande basilique a été divisée en deux parties.
La partie antérieure, appelée « église interne », a été l'église des frères. Elle a été construite dans un style gothique avec une nef, deux allées et à voûtes ogivales et l'église pour les fidèles, appelée « église externe », constituée par de simples colonnes et le toit plat de l'ancienne église.
Les deux églises sont séparées par une rampe. L'église fut consacrée par le pape Innocent IV le 17 octobre 1251. À cette occasion, le crucifix de Giunta Pisano a été montré pour la première fois aux fidèles.
Les restes du saint ont été transférés en 1233 depuis l'arrière de l'autel vers un simple sarcophage en marbre, situé à l'étage dans l'allée de droite de l'église pour les fidèles. La plupart des pèlerins, venus en grand nombre pour voir la tombe, n'étant pas en mesure de voir ce sanctuaire  masqué par les personnes stationnant devant, le besoin d'un nouveau sanctuaire s'est fait sentir. En 1267 les restes de saint Dominique sont alors transférés du simple sarcophage dans le nouveau sanctuaire, décoré des principaux épisodes de la vie du saint par Nicola Pisano. Les travaux se sont poursuivis sur ce sanctuaire pendant plus de cinq siècles.
Au cours des siècles, l'église a été agrandie et les deux sections ont été modifiées. Les nouvelles chapelles latérales ont été construites, la plupart pendant le XVe siècle. Un clocher gothique-roman a été ajouté en 1313 (récemment restauré). Le mur de séparation entre les deux églises a finalement été démoli au début du XVIIe siècle. Le chœur était en même temps transféré derrière l'autel. Entre 1728 et 1732 le pape dominicain Benoît XIII a parrainé la rénovation de l'intérieur de l'église. Celle-ci a été complètement rénovée dans son actuel style baroque, par l'architecte Carlo Francesco Dotti.
Au début, l'église a commencé à recevoir de nombreuses œuvres d'art des fidèles.
Elle a fini par accueillir une  grande collection de trésors artistiques exceptionnels créés par certains des plus grands artistes italiens, dont Giunta Pisano, Nicola Pisano, Arnolfo di Cambio, Niccolò dell'Arca, Michel-Ange, Jacopo da Bologna, Guido Reni, Guercino, Cesare Gennari et Filippino Lippi.

## Square et façade

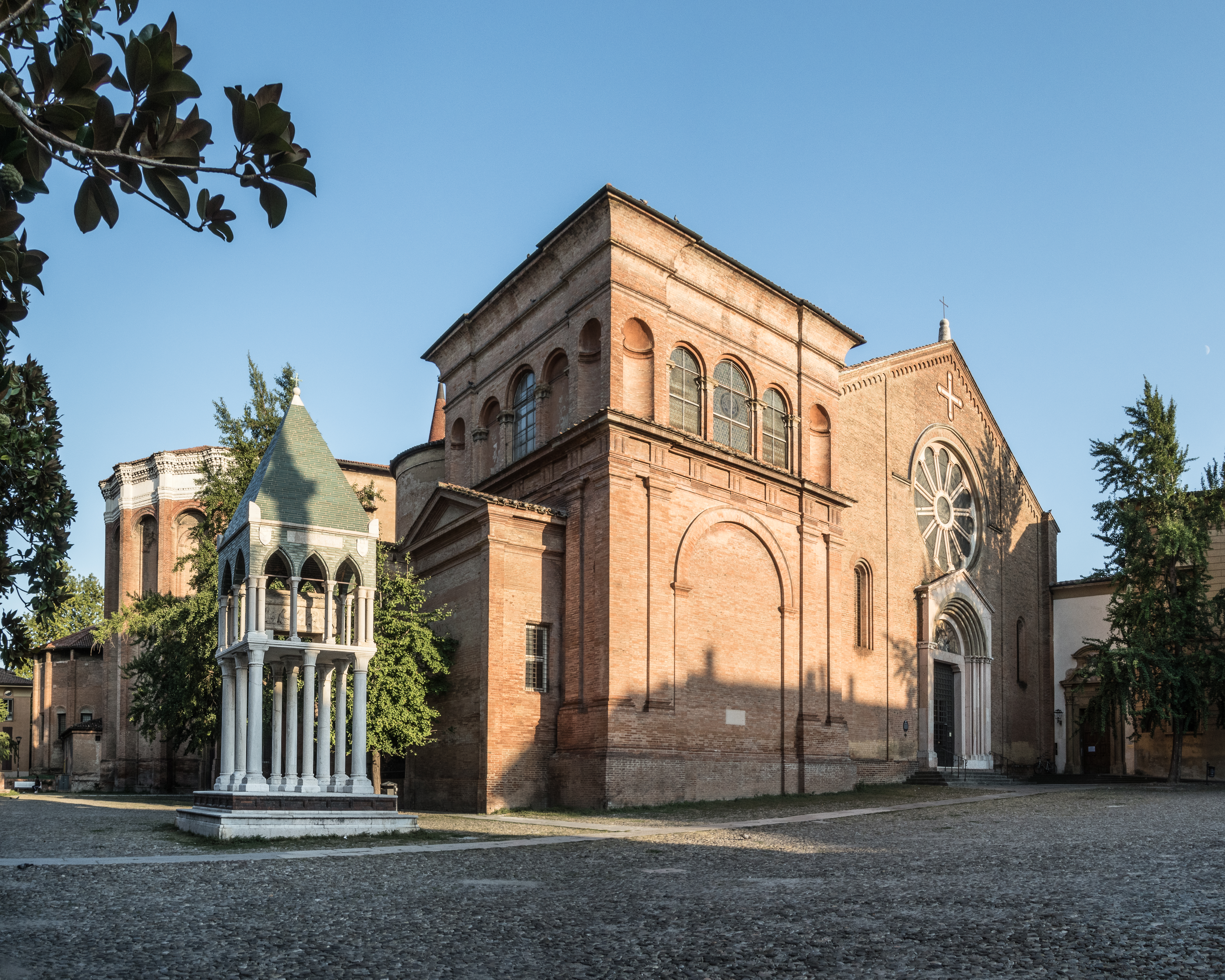
Façade, et la tombe de Rolandino de Passeggeri.

Le parvis de l'église est pavé de pierre, comme à l'époque médiévale. La place, sur la gauche de l'église, fut utilisée par les fidèles pour écouter le sermon du prédicateur de la chaire. Il a aussi servi de cimetière.
Au milieu de la place se trouve une colonne de briques avec la statue de bronze de saint Dominique (1627) et au dos de la place, une colonne en marbre et en brique sur laquelle trône la statue en cuivre de la Madone du Rosaire, d'après un dessin de Guido Reni (1632), commémorant la fin de la peste dans la ville.
Derrière la première colonne se trouve le tombeau de Rolandino de Passeggeri de Giovanni (1305) et sur la gauche, attenant à une maison, le tombeau de Egidio Foscarari (1289), enrichi d'une ancienne voûte byzantine en marbre avec des œuvres du IXe siècle.
Les  façades romanes datent de 1240 et furent restaurées en 1910 par le peintre Raffaele Faccioli. Dans le centre se trouve une grande rosace brodée. La lunette au-dessus du portail contient une copie (1921) de Saint Dominique bénissant Bologne de Lucie Casalini-Torelli (1677 - 1762).
Sur le côté gauche de la façade se trouve la chapelle de Lodovico Ghisilardi en style Renaissance. Elle  a été construite en s'inspirant du classicisme vitruvian, par l'architecte Baldassare Peruzzi autour de 1530.

## Intérieur

### La nef centrale

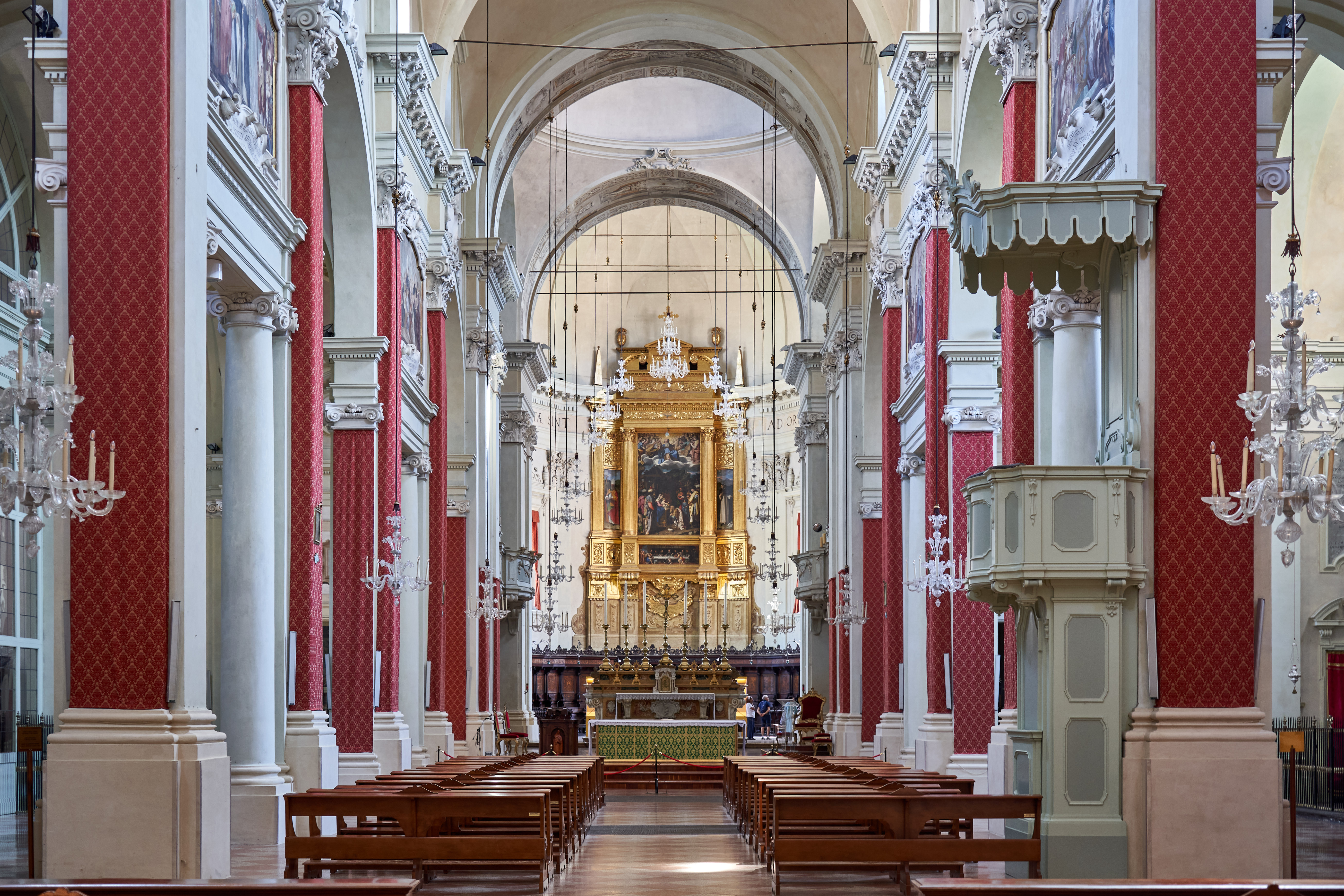
Nef centrale

L'église se compose d'une nef centrale, deux nefs latérales, plusieurs chapelles latérales, un transept, un chœur et une abside. L'intérieur a été entièrement rénové en style baroque, avec une élégance raffinée et des proportions bien équilibrées par l'architecte Carlo Francesco Dotti (1678 - 1759). Dans les tympans au-dessus des colonnes ioniques le long de la nef, nous pouvons voir dix tableaux, représentant des épisodes (vrai et faux) de l'histoire de l'église. Les deux premiers sont de Giuseppe Pedretti (1696 - 1778), les autres par Vittorio Bigari (1692 - 1776).

### Chapelles sur le côté droit

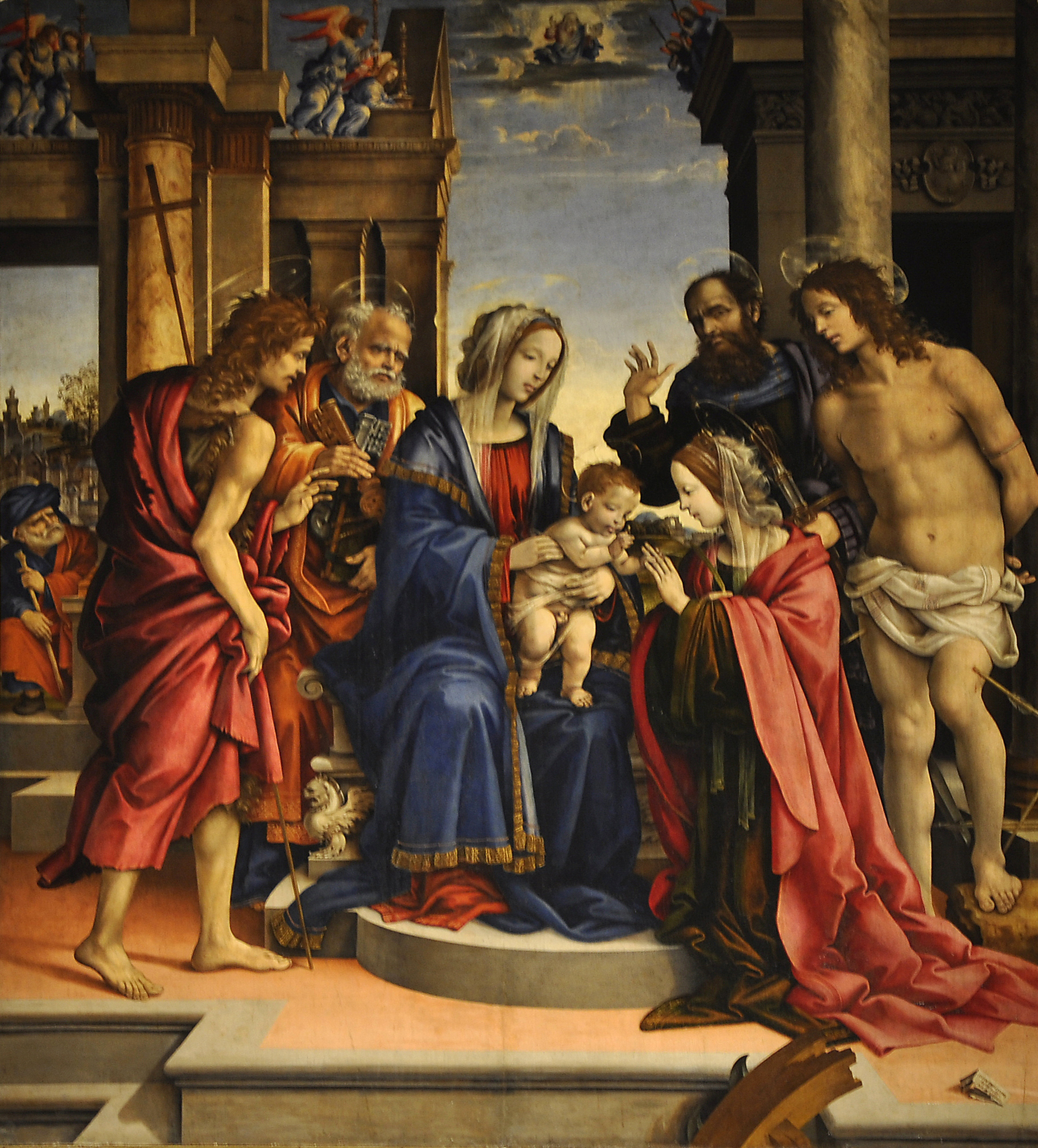
Mariage mystique de Sainte Catherine de Filippino Lippi

- Sainte Rose de Lima :  la peinture au-dessus de l'autel, le portrait de la sainte, est de Cesare Gennari. La Vierge apparaissant à saint Hyacinthe par Ludovico Carracci (aujourd'hui au Louvre), se trouvait sur l'autel.
- Saint Vincent Ferrier :  la peinture au-dessus de l'autel (Saint Vincent portant un jeune garçon de retour à la vie) est de Donato Creti (1731). Sur les deux côtés de la chapelle se trouvent deux peintures représentant les miracles du saint, œuvres de Giuseppe Pedretti. L'élégant stuc des anges est de Angelo Pio (1690 - 1769), l'un des meilleurs artistes de son temps.
- Saint Antonin de Florence :  La peinture au-dessus de l'autel, Le Seigneur et la Sainte Vierge apparaissant à saint Antonin et à saint François, est de Facini de Pietro (1562 - 1602), tandis que les peintures sur les murs latéraux (Matteo Carreri bienheureux et la bienheureuse Stefania) sont de Pietro Dardani (1728 - 1808).
- Chapelle de saint Pie V :  l'autel est de Felice Torricelli (1667 - 1748).
- Saint André Apôtre :  les peintures du Martyre de l'Apôtre, de la bienheureuse Imelda et Giovanna sont d'Antonio Rossi (1700 - 1753)
- Madonna de Fevers :  au-dessus de l'autel se trouve la peinture Sant'Emidio par Gargalli Filippo (1750 - 1835). La peinture le Massacre des Innocents de Guido Reni, qui se trouve actuellement à la Pinacothèque nationale de Bologne, est originaire de cette chapelle.
- Chapelle de saint Hyacinthe de Pologne :  la peinture avec le miracle de la sainte est de Antonio Muzzi.
- Chapelle de sainte Catherine de Sienne :  au-dessus de l'autel, la communion de sainte Catherine est de Francesco Brizzi (1546 - 1625) .
- Chapelle de sainte Catherine, vierge et martyre :  le retable du Mariage mystique de sainte Catherine est l'une des principales et à classer parmi les dernières œuvres de Filippino Lippi (1501 - 1503).

#### Chapelle San Domenico

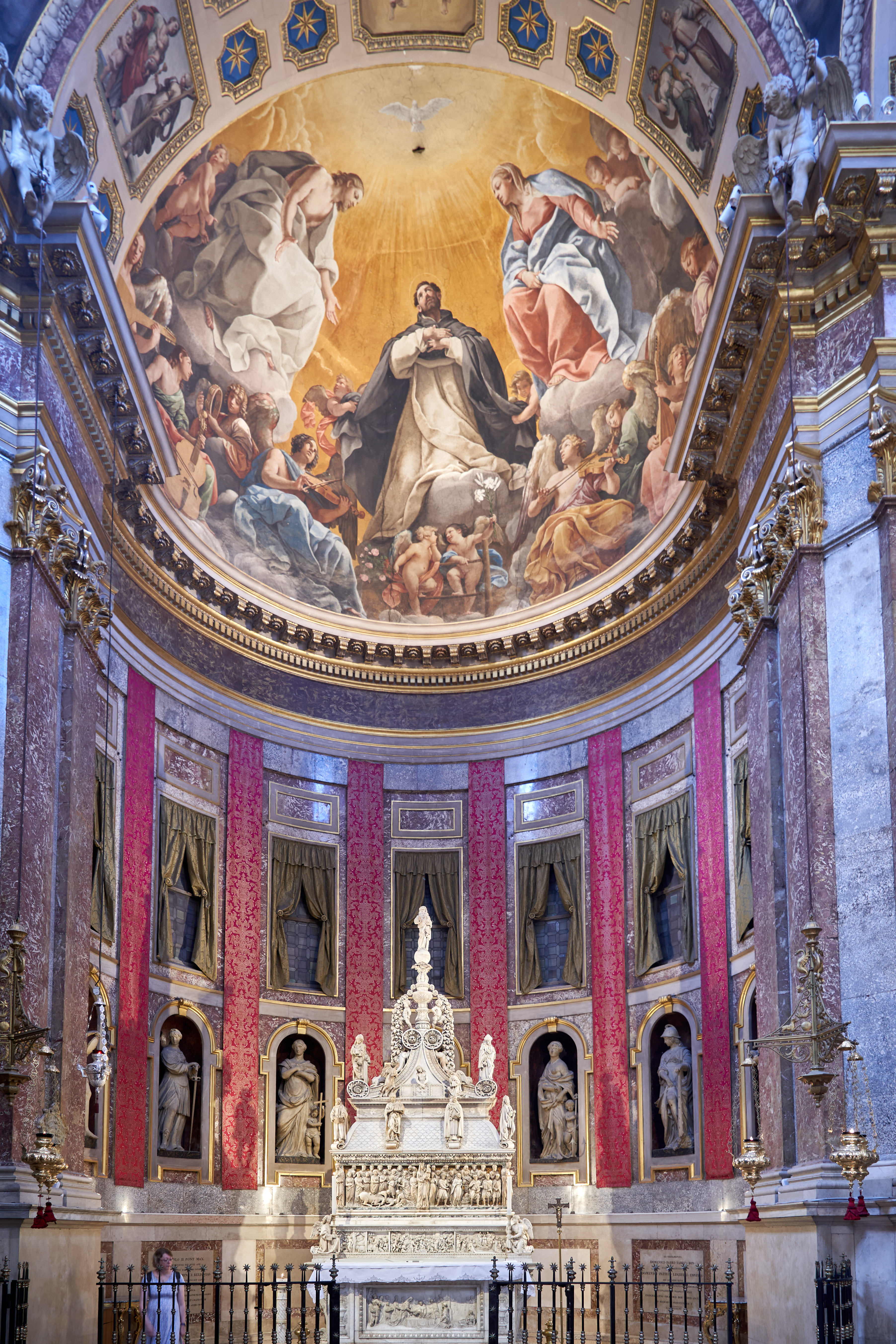
Chapelle San Domenico

C'est la grande chapelle de l'église. Elle possède un plan carré et une abside semi-circulaire où les restes du saint reposent sous la coupole dans la magnifique Arca di San Domenico. La chapelle fut construite par l'architecte bolonais Floriano Ambrosini qui remplaça l'ancienne chapelle gothique de 1413.
Elle a été décorée entre 1614 et 1616 par les grands peintres de l'école bolonaise, Tiarini (1577 - 1688), Mario Righetti, Lionello Spada (1576 - 1622), Mastelletta (1575 - 1655). La décoration a été achevée par le chef-d'œuvre de Reni la fresque de la coupole de l'abside à la gloire de San Domenico (peinte entre 1613 et 1615.
La théologie et les vertus cardinales dans les niches de l'abside ont été peintes par Giovanni Todeschi entre 1617 et 1631.
Le buste en marbre blanc de Carlo Pini (1946) représente le vrai visage de saint Dominique, modelé d'après les mesures effectuées sur le crâne du saint.

##### Sépulcre Saint-Dominique

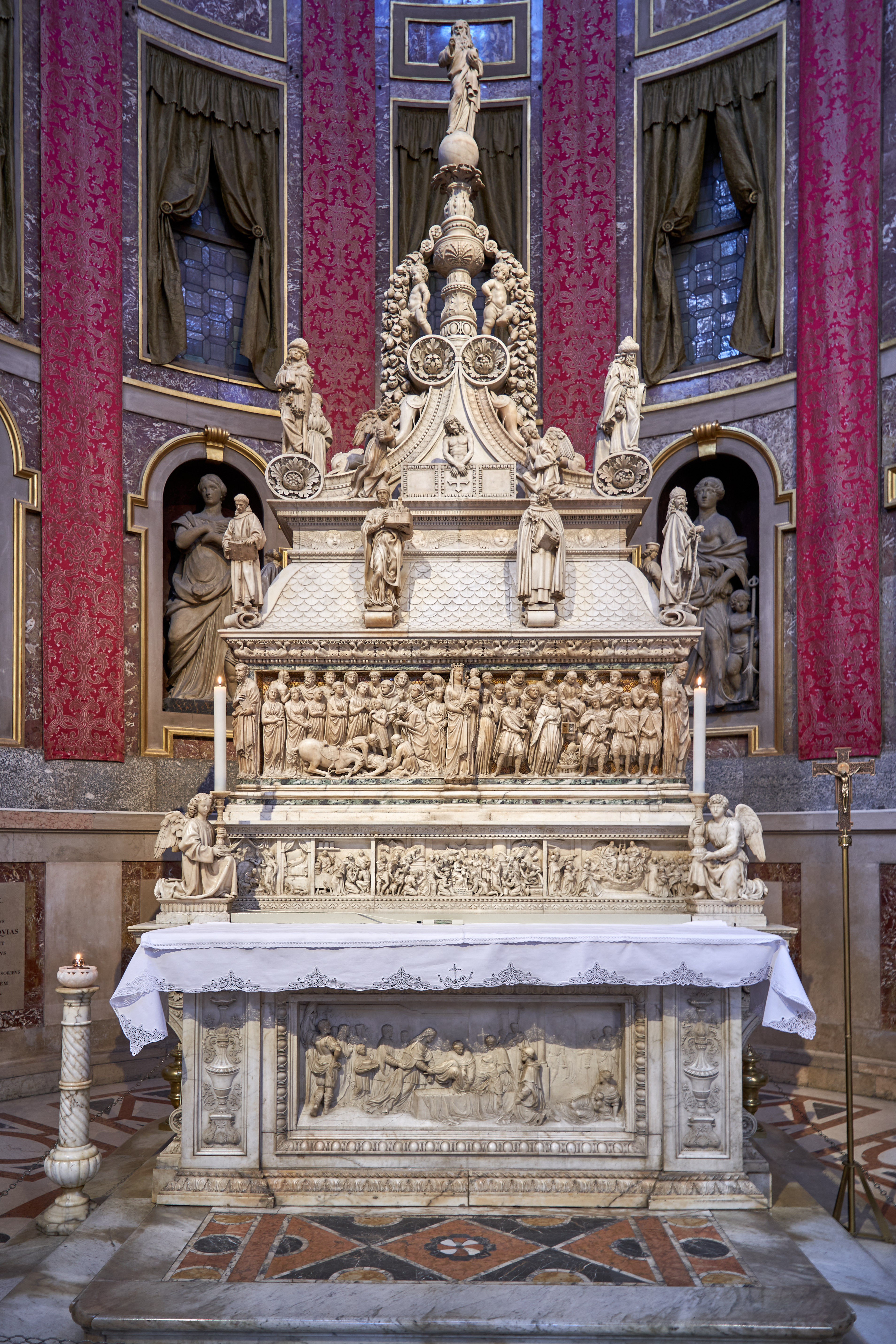
Sépulcre de Saint Dominique

La dépouille de saint Dominique mort le 6 août 1221 dans le couvent qu’il fonda à Bologne, se trouve dans la chapelle Saint-Dominique, ouverte sur le collatéral de droite.
Son aspect actuel est le fruit de plusieurs interventions effectuées entre les XIIIe et XVIIIe siècles.
C'est l'une des plus importantes œuvres d'art de la ville, elle témoigne de la virtuosité de Nicola Pisano, Arnolfo di Cambio, Niccolò dell'Arca, Michelangelo Buonarroti et Alfonso Lombardi.

### Chapelles sur le côté gauche
- Chapelle de saint Louis Bertrand  contient deux toiles : (à droite) Bienheureux Pietro Geremia par Alessandro Tiarini et (à gauche) Albert le Grand par Clemente Bevilacqua mort en(1754)
- Chapelle du Saint Sang :  elle comporte d'importantes peintures : (à droite) l'Annonciation de Denis Calvaert (1540 - 1619), (au-dessus de l'autel central) saint Michel Archange de Giacomo Francia (1484 - 1557), (à gauche) saint Martin de Porres de Renzo Magnanini, (dans la grande lunette) La Dispute de sainte Catherine, vierge et martyre de Prospero Fontana.
- Chapelle du Bienheureux Benoît XI  avec la peinture Le bienheureux au Ciel par Felice Torelli (1667 - 1748).
- Chapelle de saint Joseph :   la toile au-dessus de l'autel, la Mort de saint Joseph et saint Antoine abbé de Giovanni Battista Bertusio (mort en 1644), et les peintures sur la gauche (San Teresa di Gesù), et à droite (Saint Antoine de Padoue) sont de Giovanni Breviglieri.
- Chapelle de saint Pierre martyr :  la peinture au-dessus de l'autel (le saint à genoux) est de Giuseppe Pedretti, tandis que les peintures sur la gauche (Sant'Agnese da Montepulciano), et à droite sainte  Catherine de Ricci) sont de Pietro Dardani (1728 - 1808.
- Chapelle de saint Raymond de Peñafort contient la célèbre toile du saint  par Ludovico Carracci
- Chapelle du Bienheureux Ceslaus avec la peinture de sainte Lucie de Casalini Torrelli

#### Chapelle du rosaire

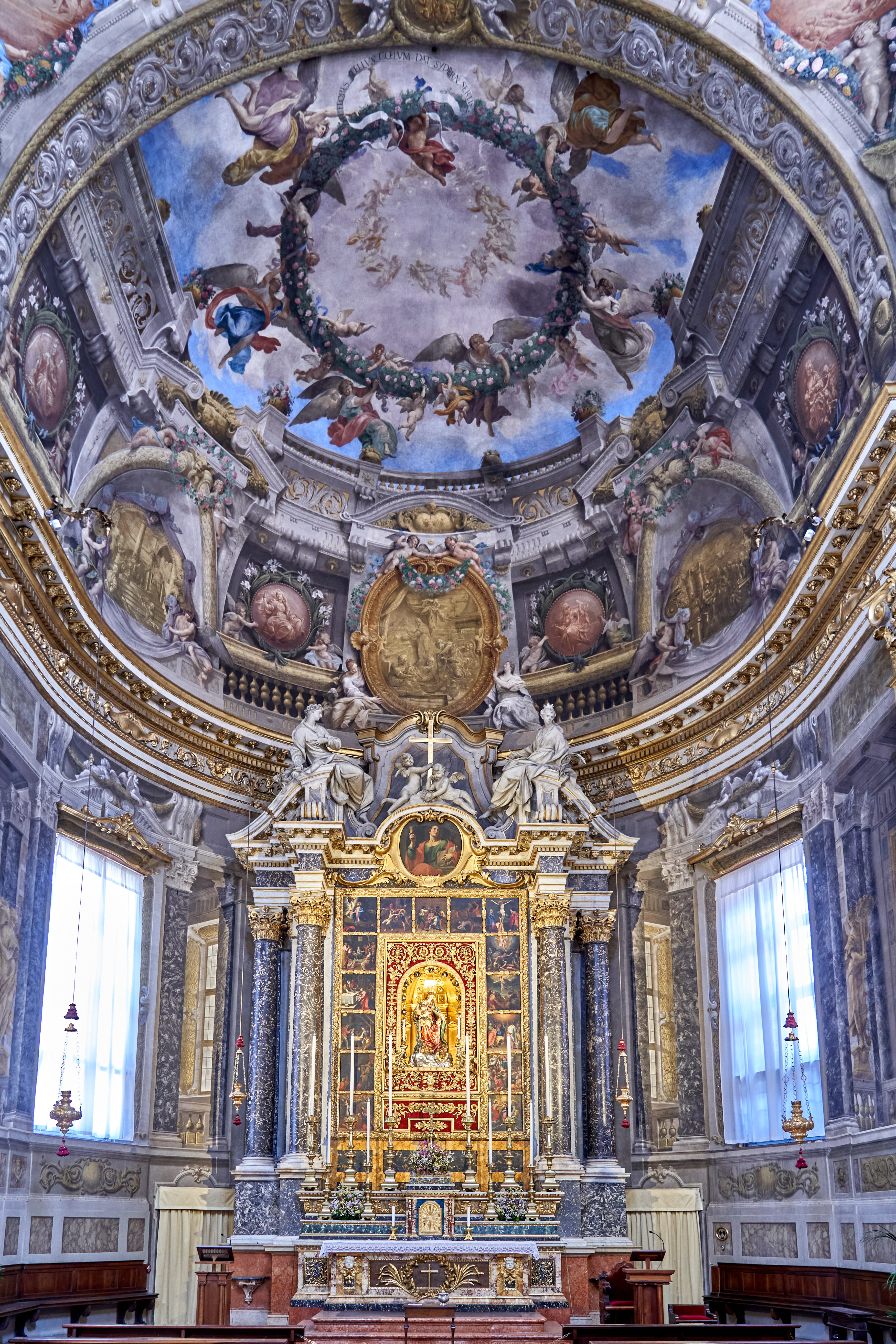
Chapelle du Rosaire

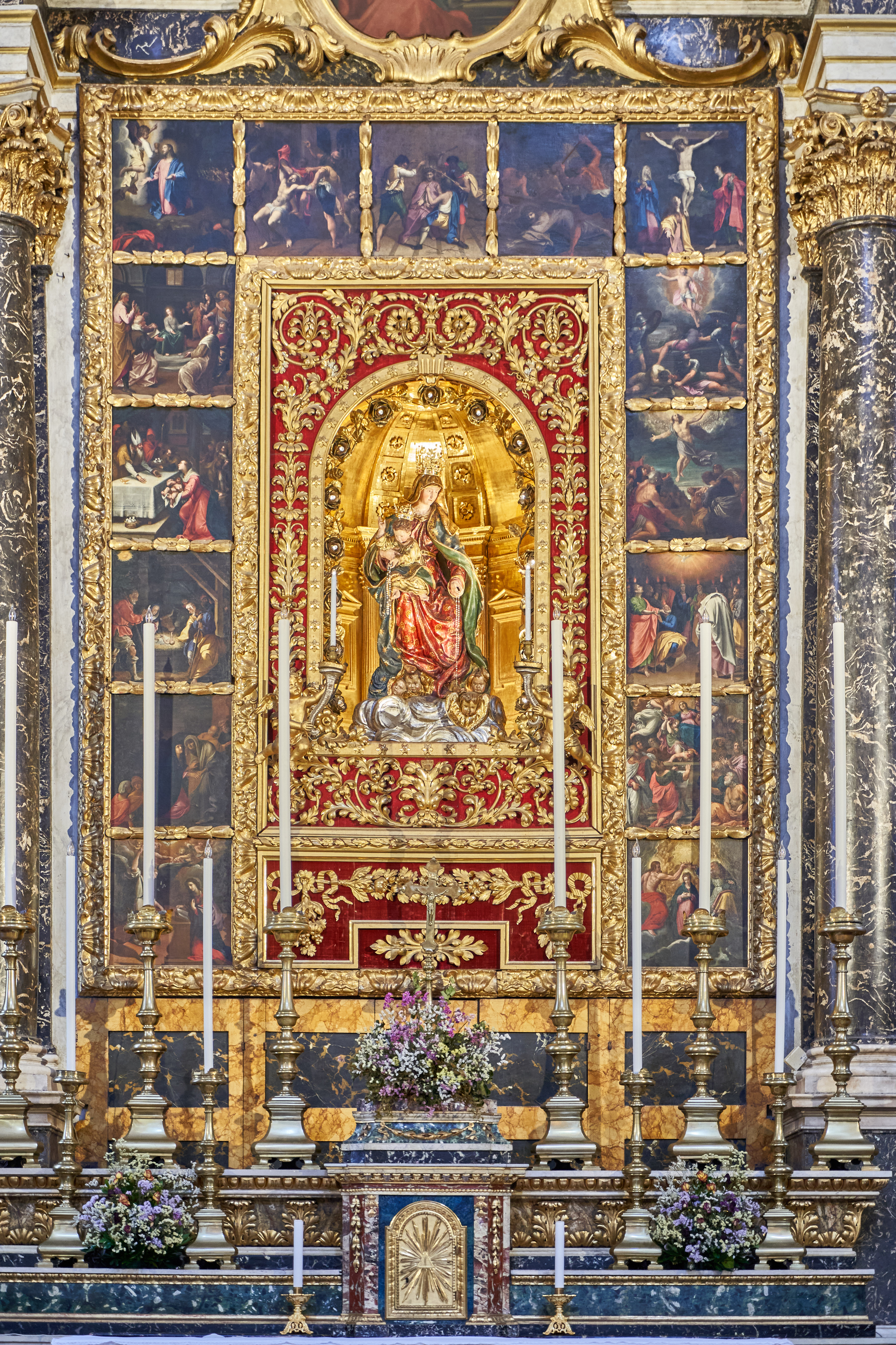
Autel par Floriano Ambrosini (1589) dans la chapelle du Rosaire.

Cette chapelle est la plus importante de ce côté. La vivacité de la fresque sur la voûte (l'Assomption) et de l'abside (le Ciel et la Terre en louant la Vierge du Rosaire) ont été peintes entre 1655 et 1657 par Angelo Michele Colonna (1600 - 1687) et par Agostino Mitelli (1609 - 1660). Les deux stalles ont été conçues par l'architecte Carlo Francesco Dotti en 1736 après la refonte de l'intérieur de l'église. L'autel a été conçu par l'architecte bolonais Floriano Ambrosini (1557 - 1621).
Mais la plus importante peinture dans cette grande chapelle est les fameux Mystères du Rosaire, terminé en 1601. Les plus éminents artistes de leur temps ont travaillé sur la décoration : Lodovico Carracci (l'Annonciation et la Visitation), Bartolomeo Cesi (la Nativité), Denis Calvaert (Présentation de Jésus au Temple), l'artiste féminine Lavinia Fontana (Jésus au milieu des docteurs et le Couronnement de la Vierge), Bartolomeo Cesi (Christ dans le jardin), Ludovico Carracci (Flagellation du Christ et Érection de la Croix), Bartolomeo Cesi (le Couronnement d'épines, la Crucifixion et la Pentecôte), Guido Reni (la Résurrection), Domenichino (l'Assomption de la Sainte Vierge).
Pendant sa jeunesse, Wolfgang Amadeus Mozart a joué à l'orgue dans cette chapelle, alors qu'il étudiait avec le père Giovanni Battista Martini en 1769. 
Le vestibule de la porte latérale contient le tombeau de marbre d'Alessandro Tartagni (1477) et de Francesco di Simone Ferrucci da Fiesole (1437 - 1493).

### Transept droit
Sur le côté droit de l'autel se trouve une petite chapelle avec une peinture de l'artiste baroque Bartolomeo Cesi et une toile du Guercin (Saint Thomas d'Aquin écrivant le Saint-Sacrement) (1662).

### Transept gauche

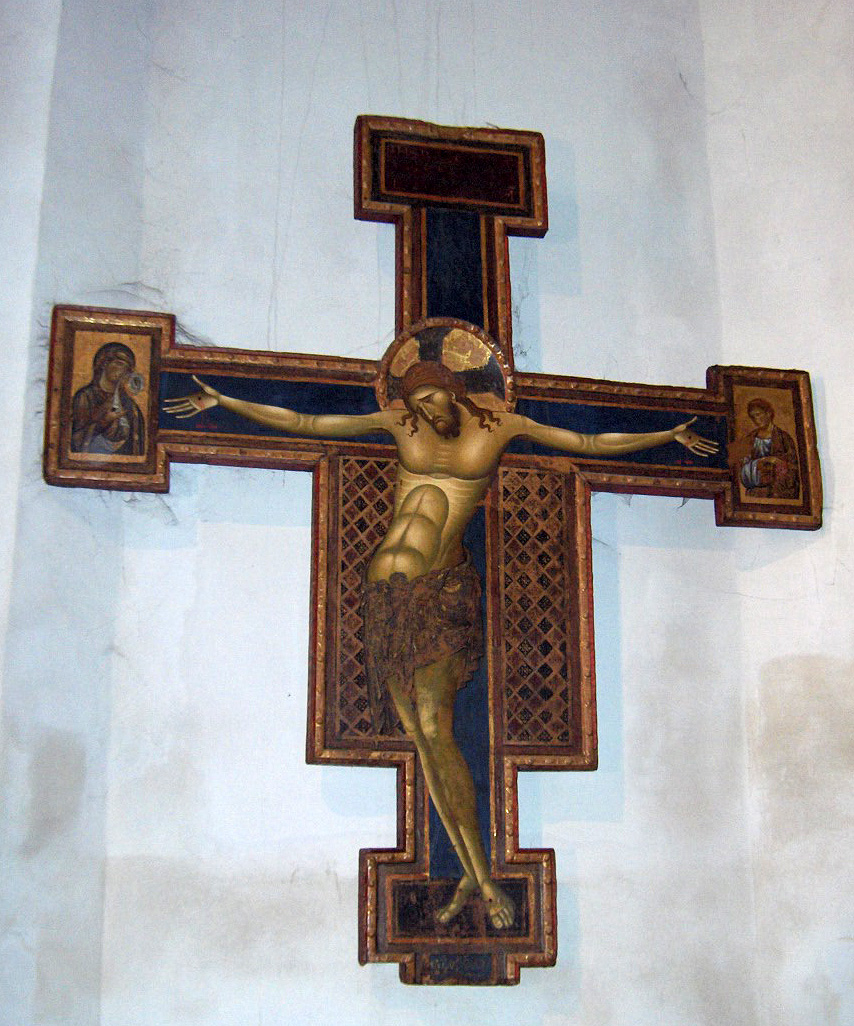
Crucifix de Giunta Pisano

- Chapelle de la Sainte-Croix :   Sur le mur se trouve une plaque de marbre, sculpté en 1731 par Giuseppe Mazza, commémorant la mort en 1272 du roi de Sardaigne Enzio, fils de l'empereur Frédéric II. Il avait été capturé par les forces guelfes bolonaises  dans la bataille de Fossalta en 1249. La peinture au-dessus de l'autel est celle du Christ de Pier Francesco Cavazza (1667 - 1733), tandis que sur la droite se trouve l'Assomption de la Vierge de Vincenzo Spisanelli (1595 - 1662).
- Chapelle de saint Michel Archange :   l'œuvre principale en est la Crucifixion, le chef-d'œuvre de Giunta Pisano datant de la première moitié du XIIIe siècle. Il est encore très influencé par le style byzantin et représente l'un des meilleurs exemples du XIIIe siècle de la peinture italienne. Le crucifix a beaucoup influencé Cimabue, qui évoluera lentement vers son propre style. Sur le côté droit on trouve le monument en marbre, enjambant les deux chapelles, dédiée à Taddeo Pepoli (mort en 1347) (qui a ajouté en 1340 un baril à la travée nord du transept de l'église). Ce monument a été commencé au XIVe siècle et achevé seulement au XVIe siècle. La fresque sur la paroi gauche de Saint Thomas d'Aquin et de saint Benoît date du XIVe siècle.
- Chapelle du Sacré-Cœur :   Le buste en papier mâché de Serafino Capponi, théologien (mort en 1615) est sur le côté gauche de l'autel. Sous l'autel se trouve l'urne avec les restes de saint Jacques d'Ulm (mort en 1491), qui a ajouté la plupart des vitraux de l'église (aujourd'hui détruits). Il est aussi représenté sur la toile de la chapelle de Giacinto Bellini (1612 - 1660). La fresque de la Vierge à l'enfant entre les saints est d'un artiste émilien inconnu (fin du XIVe siècle. En face du monument du roi Enzo se trouve un fragment d'une fresque du XIVe siècle (Visage de saint Thomas d'Aquin).

### Le chœur

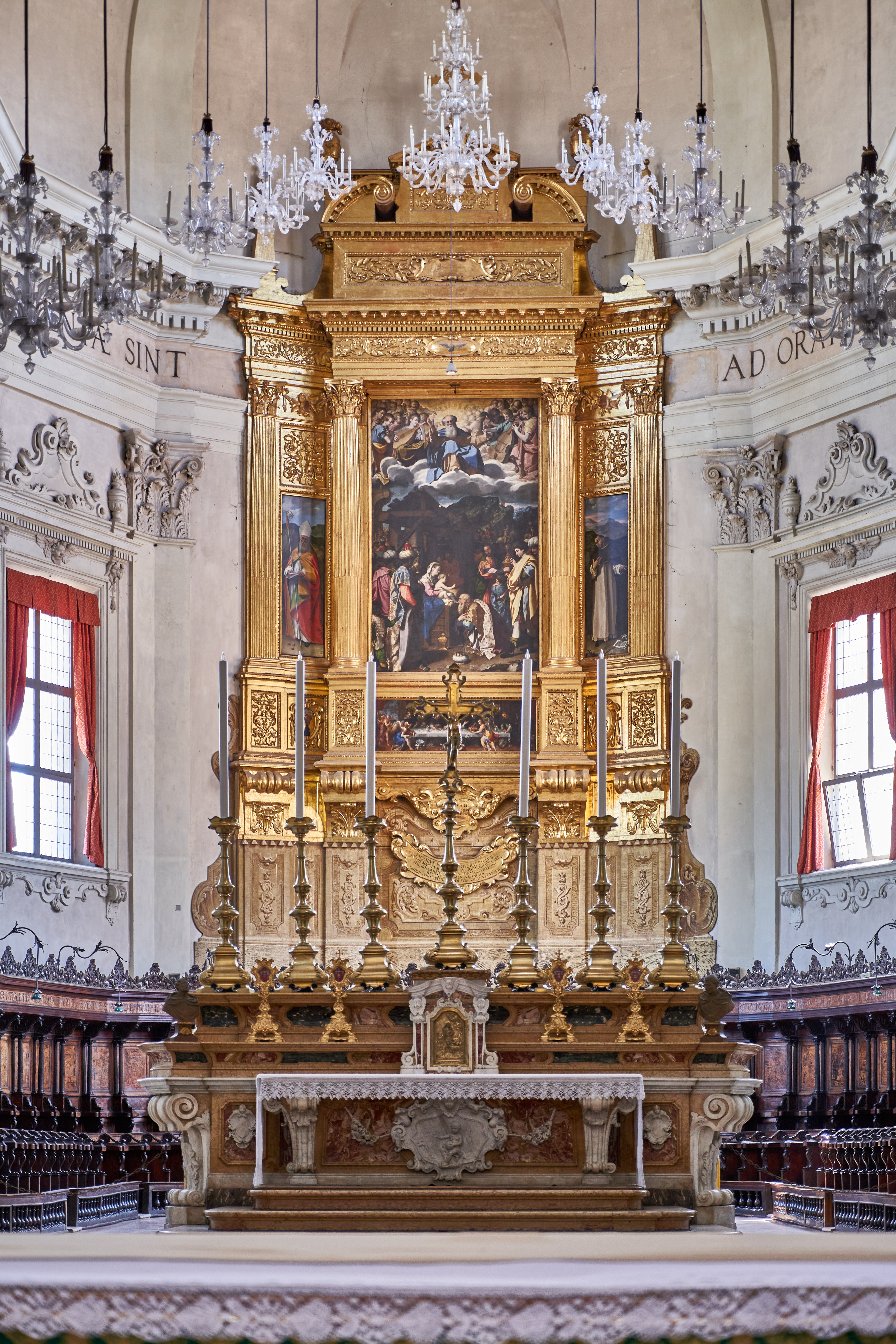
Chœur et maître autel.

Ce  chœur monumental fut déplacé derrière le maître-autel au cours le XVIIe siècle. L'original est un chef-d'œuvre  orné de bas-reliefs et de neuf sculptures de Giovanni di Balduccio (1330), élève de Giovanni Pisano. La statue du Martyre de saint Pierre est exposée dans le musée de la Ville. Le maître-autel actuel a été réalisé par Alfonso Torreggiani (mort en 1764). Au milieu de l'autel à l'arrière de l'abside, se trouve le tableau de l'Adoration des Mages de Bartolomeo Cesi, flanqué de peintures : (sur le côté gauche) de saint Nicolas de Bari et (à sa droite), de saint Dominique. Au-dessus, le Miracle du Pain de Vincenzo Spisanelli.
Les 102 stalles en bois réalisées par le frère dominicain Damiano Zambelli (aussi appelé Damiano da Bergamo) (1528 - 1530) sont un exemple de la sculpture de la Renaissance. Entre 1541 et 1549, elles étaient incrustés (par le même artiste), au moyen d'une série de dessins d'un livre de Giacomo Barozzi da Vignola, et sculpté par son frère Stefano da Bergamo. Le travail a été achevé par le frère Bernardino da Bologna. Ces décorations affichent des scènes de l'Ancien Testament (sur la droite) et du Nouveau Testament (sur la gauche). En raison de son extraordinaire valeur artistique, ce remarquable travail de marqueterie était considéré par ses contemporains comme la huitième merveille du monde. Il est cité également dans le Vite (IV, 94) de Giorgio Vasari.

### Le musée

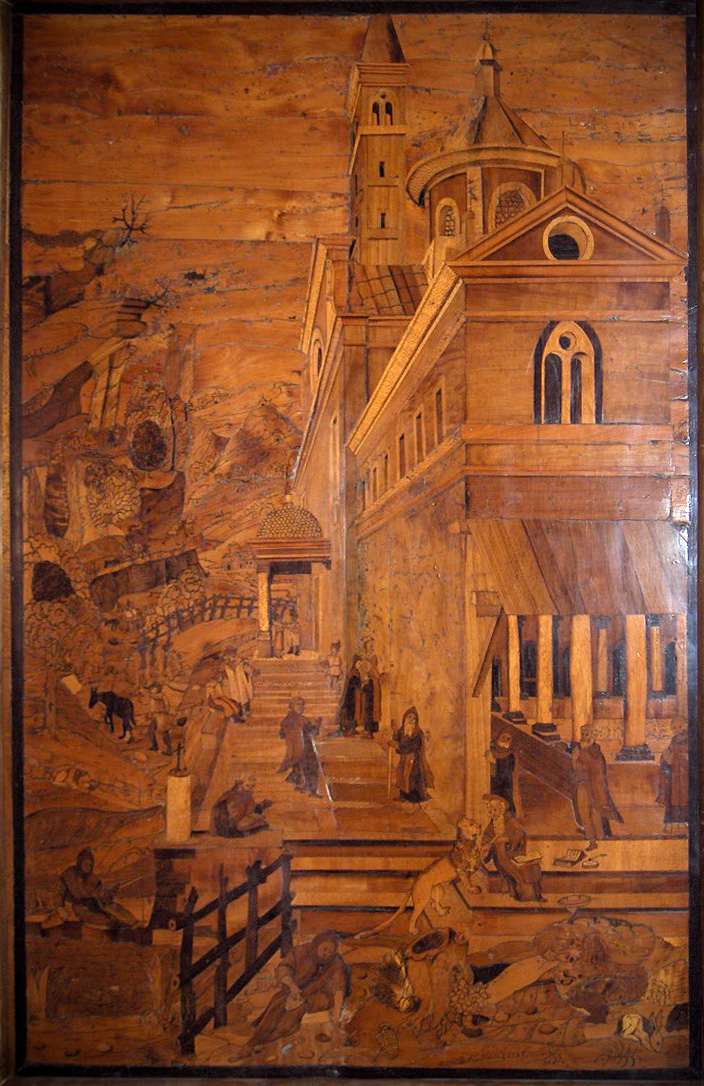
Histoire de saint Jérôme par Damiano da Bergamo (marqueterie)

Le petit musée de l'église loge beaucoup d'œuvres d'art importantes et une collection de reliquaires précieux et de calices.
Quelques exemples :
- Le reliquaire de Saint Louis IX, roi de France, œuvre raffinée d'art gothique d'un orfèvre français inconnu de la fin du XIIIe siècle. C'est un cadeau fait à église par le roi Philippe IV de France, après la canonisation de Louis IX de 1297.
- Les restes d'une Pietà en terracotta (1495) par l'architecte, peintre et sculpteur Baccio da Montelupo (mentionnée par Vasari dans sa Vie).
- Un buste de saint Dominique en terre cuite polychrome de Niccolò dell'Arca (1474)
- Les restes d'un fresque de Vierge et l'Enfant et saint Dominique par un artiste bolonais inconnu (probablement Cristoforo da Bologna) (deuxième moitié du XIVe siècle).
- Madone du Velours, tempera sur bois de Lippo Dalmasio (env 1390)
- La fête pascale, une peinture à l'huile sur bois attribuée à Giorgio Vasari.
- Vierge à l'Enfant, saint Dominique et Vincenzo Ferreri (env 1773), un des meilleurs travaux d'Ubaldo Gandolfi (1728 - 1781)
- Plusieurs œuvres attribuées à Damiano da Bergamo, tel que la marqueterie histoire de San Girolamo, ainsi que les figures géométriques.

### Le couvent
Le carré couvent voisin comporte un cloître d'époque (XIVe, XVe et XVIe siècles) avec des pierres tombales et des tablettes sur les murs. La salle affiche une précieuse fresque de saint Dominique du XIVe siècle. Au rez-de-chaussée de l'ancien dortoir se trouve la cellule de saint Dominique. C'est une cellule conservée en l'état et il est possible que le saint soit mort à cet endroit. Certaines lettres originales de l'introduction et de sa canonisation du 9 juillet 1234 y sont exposées. À l'avant de la bibliothèque se trouve une fresque (Bénédiction de la Vierge à l'Enfant) réalisée par un artiste inconnu.

### La bibliothèque
La bibliothèque construite comme une basilique à trois nefs de style Renaissance date de 1466 et contient de nombreux livres précieux. Une partie de la bibliothèque constitue actuellement le siège de la faculté de philosophie et de théologie, dirigée par les Dominicains. Une autre partie est utilisée comme salle de conférence et comporte un plafond à caissons de bois. À la sortie, on remarque la peinture baroque de saint Thomas d'Aquin réalisée par Marcantonio Franceschini.

## Source
- (en) Cet article est partiellement ou en totalité issu de l’article de Wikipédia en anglais intitulé « Basilica of San Domenico » (voir la liste des auteurs).